# Grumăzești
Grumăzești is een Roemeense gemeente in het district Neamț.
Grumăzești telt 5496 inwoners.